# 日本化学会
日本化学会(英語：Chemical Society of Japan) 是日本最大的化学协会。

## 历史
1878年创建于东京都，1879年改名为东京化学会，1921年改为日本化学会。1941年社团法人化，1947年和工业化学会合并。